# Tawehash Indijanci
Tawehash (Taovaya, Towash, Teguayos, Toayas, Taouaizes, Tahuayases, Aijados), pleme Caddoan Indijanaca s donjeg toka rijeke Canadian u današnjoj Oklahomi, gdje ih 1719. zajedno s grupama Tawakoni i Yscani nalazi Jean Baptiste Bénard de la Harpe. Prema profesoru Edward B. Jelksu oni su grupa Wichita Indijanaca (po nekima pripadnici konfederacija Wichita) čije je porijeklo u Kansasu i južnoj Nebraski, odakle su ih u južnu Oklahomu i sjeverni Teksas potisnuli ratoborni Osage i Komanči. Nakon susreta s la Harpeom Taovaye do ne kasnije 1759. žive u manje-više permanentnim selima na gornjem Red Riveru blizu sadašnjeg Spanish Forta, 'ghost town' (grad duhova) u okrugu Montague. 
Taovaye su jedan od  'naroda sa sjevera'  "Nations of the North"  što su Španjolcima zadali grdnih nevolja u 18. stoljeću, učestvujući 1758. u napadu na misiju San Sabá de la Santa Cruz. Mir sa Španjolcima zaključen je 1772. uz veliki napor Athanase de Mézièresa. Njihovih potomaka ima među današnjim Wichitama u Oklahomi. Njihov odlazak u Oklahomu rezultat je ugovora kojega 1835. potpisuju sa SAD-om. Isti ugovor potpisuju i njihovi rođaci Wichite. 

## Ime
Naziov Tawehash je nepoznatog značenja. 

## Sela
Mézières (1778.) navodi dva njihova sela koja naziva San Teodoro i San Bernardo. Ova sela imala su oko 160 koliba i 800 ratnika.

## Jezik
Jezik kojim su govorili srodan je jezicima plemena Wichita, Tawakoni, Waco i Yscani.

## Etnografija
Taovaya-ekonomija slična je drugim plemenima prerijskog područja, i počiva na agrikulturi i lovu na bizona. Naselja su permanentna, i u njima se zadržavaju cijelo vrijeme, osim u sezonsko vrijeme lova na bizone, kada se organizira lov na ovu životinju. Lijepe i detaljne opise njihovog života ostavio je De Mézières, koji kaže da sade velika polja kukuruza, graha, raznih tikava i duhana. Tawehashi su uzgajali dovoljne količine ovih kultura da su mogli trgovati s Komančima za konje.

## Vanjske poveznice
- Taovaya Indians
- Tawehash Indian Tribe History